# Sakristei

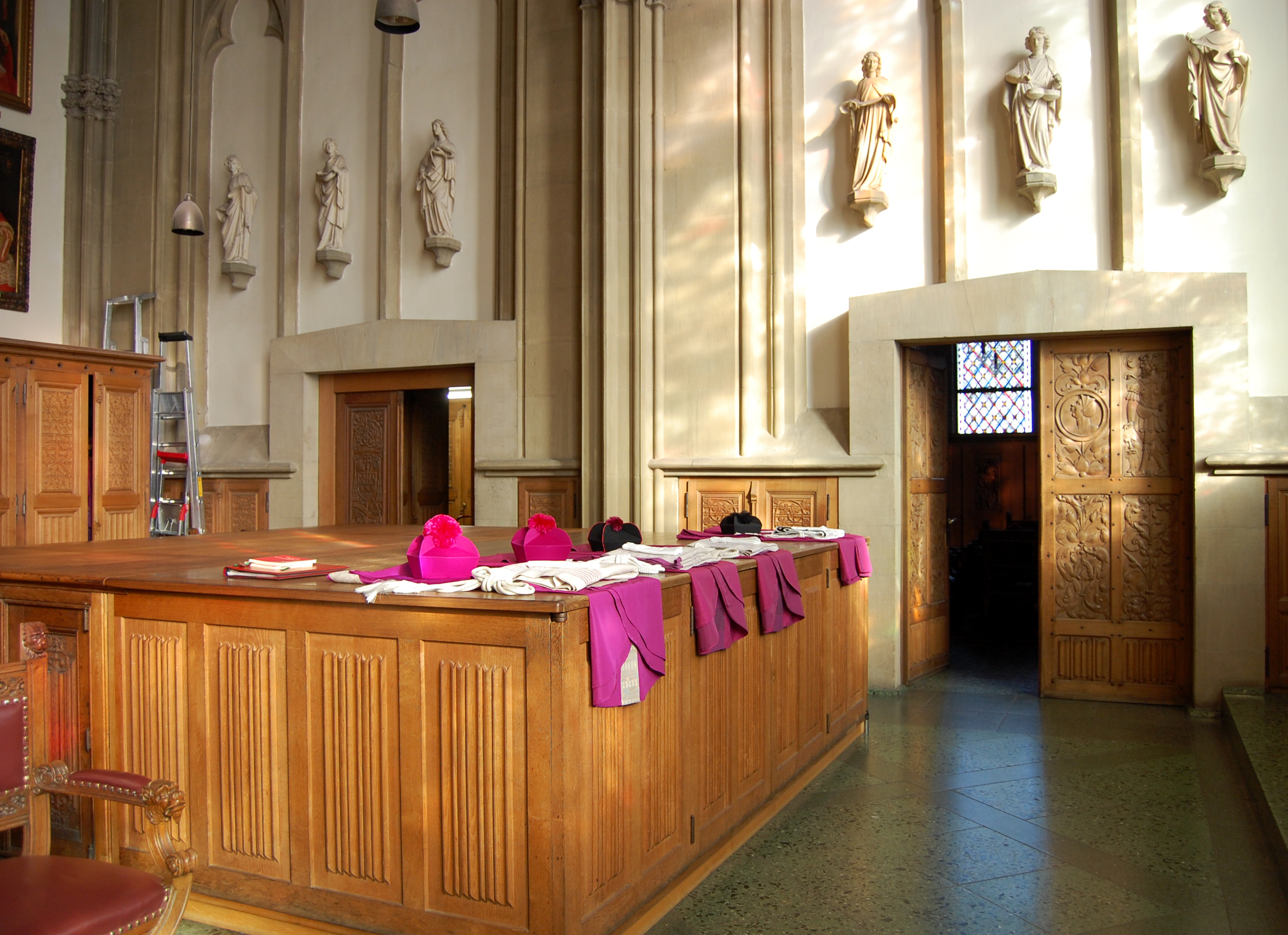
Blick in eine Kölner Domsakristei. auf der Kredenz liegen Paramente für vier Konzelebranten aus.

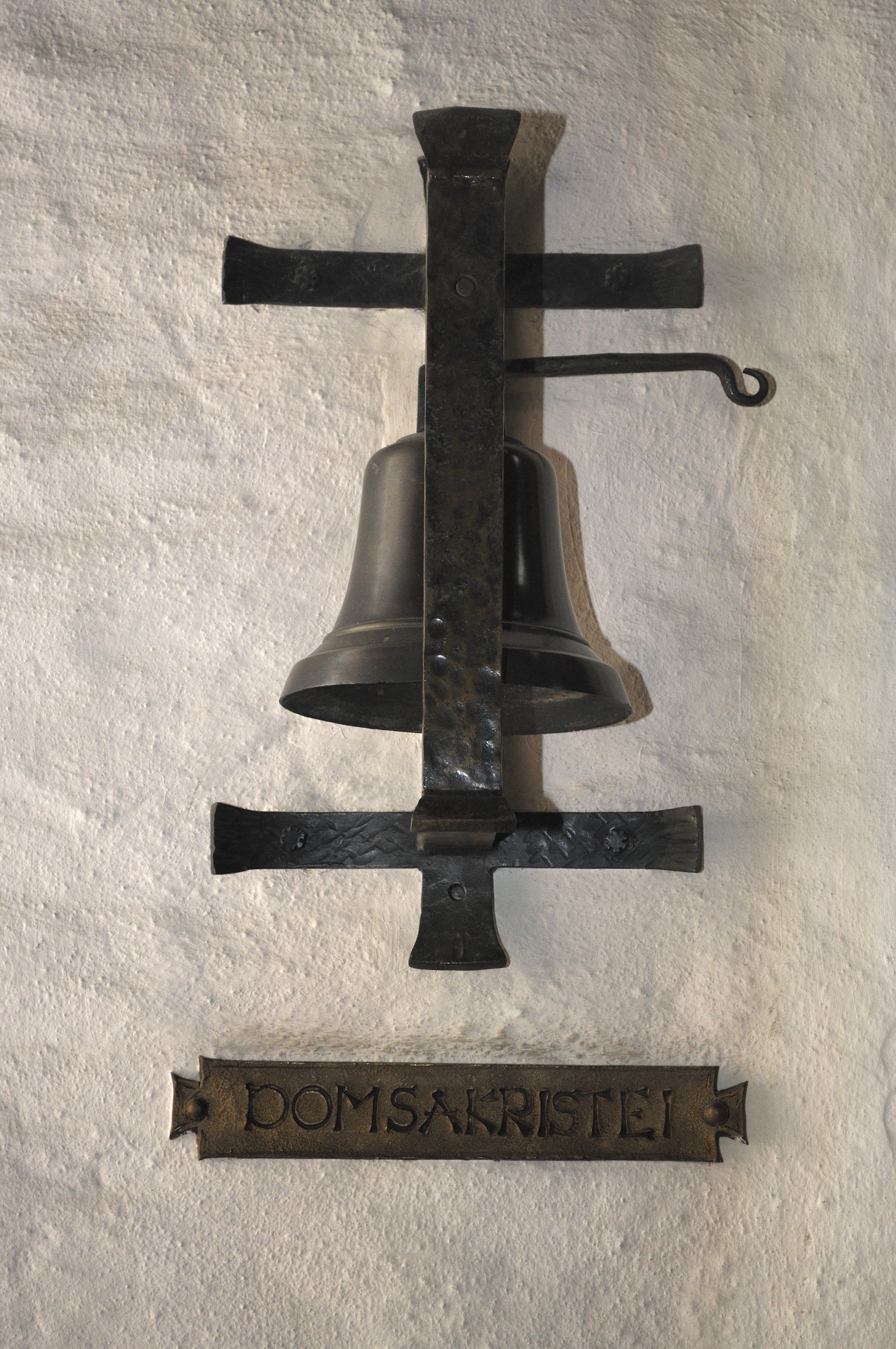
Glocke über dem Eingang zur Domsakristei im Speyerer Dom

Die Sakristei ist in Kirchen ein Nebenraum, in dem aufbewahrt wird, was für den Gottesdienst benötigt wird, wie etwa liturgische Gewänder, Paramente, liturgische Geräte (Kelche, Hostienschalen, Leuchter, liturgische Bücher, Hostien, Messwein und Kerzen). Im Besonderen dient die Sakristei Priestern, Diakonen, Lektoren und Ministranten als Vorbereitungsraum für die Gottesdienste. Betreut wird die Sakristei üblicherweise vom Küster, der darum manchmal auch Sakristan genannt wird. Gelegentlich ist in katholischen Kirchen eine zweite Sakristei vorhanden, die für die Ministranten vorgesehen ist. Als Sakristeigebet wird ein vor dem Gottesdienst, in der Regel noch in der Sakristei, gesprochenes Gebet bezeichnet. Es dient zur geistlichen Vorbereitung des Priesters und der liturgischen Dienste.

## Etymologie
Der Begriff stammt vom mittellateinischen sacristia (von lateinisch sacer, „heilig“; zu sacrista „Mönch, der für die Abteikirche zuständig ist“, „Küster“; mittelhochdeutsches Lehnwort sacristīe). Eine altdeutsche Bezeichnung für die Sakristei ist das Garwehaus (von gar, garven = zurechtmachen, zurechtlegen), von der auch die Bezeichnung Gerkammer abgeleitet wurde. Auch die eingedeutschte Form Sagrer ist im frühen 15. Jahrhundert bezeugt.

## Ausstattung
Zur Ausstattung einer Sakristei gehören Schränke zur Aufbewahrung der liturgischen Gewänder und sonstigen Gerätschaften, in katholischen Kirchen ist meist einer als Kredenz vorgesehen, auf dem die Gewänder der Priester bereitgelegt werden. Auch ein Tresor zur Aufbewahrung kostbarer liturgischer Gefäße, ein Waschbecken und weitere Arbeitstische zum Herrichten von Blumenschmuck usw. sind üblich. Manchmal schließt sich an die Sakristei ein Abstellraum an, der zur Unterbringung von seltener gebrauchten Gegenständen dient, bei sehr großen Kirchen gibt es mitunter auch einen eigenen Raum zur Aufbewahrung der Paramente. Meist befindet sich auch das Sacrarium in der Sakristei. In Mittelalter und früher Neuzeit dienten Sakristeien bisweilen auch als Archivräume.
In den Ostkirchen dient im Allgemeinen der durch die Ikonostase vom restlichen Kirchenraum abgetrennte Altarraum diesem Zweck; daneben gibt es in größeren Kirchen und Kathedralen das Diakonikon. In der frühchristlichen, byzantinischen Kirchenarchitektur entspricht dem das Pastophorion.